# Reform Club

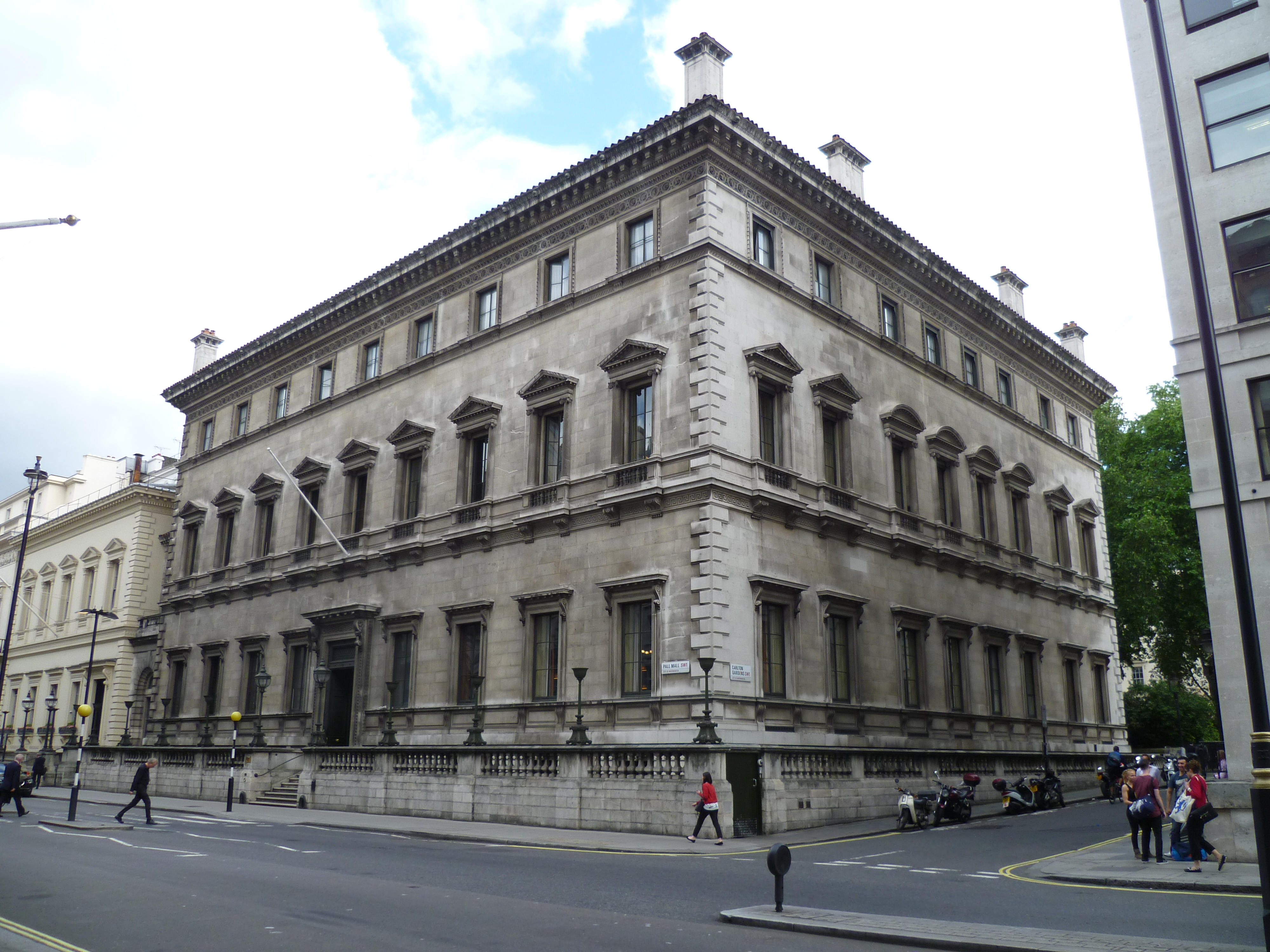
The Reform Club (Blick von der Pall Mall)

Der The Reform Club ist ein 1836 gegründeter traditioneller britischer Club auf der Südseite der Pall Mall (Hausnummer 104) im Zentrum von London.

## Überblick
Der Club wurde von Mitgliedern der Whig (Liberal Party) aus beiden Häusern des Parlaments anlässlich der Debatten um den Great Reform Act gegründet und sollte liberales und progressives Denken fördern. Um die Attraktivität des Club zu erhöhen, verfügte er nicht nur über eine gut ausgestattete Bibliothek und Salons, sondern auch eine ausgezeichnete Küche. Als erster Koch wurde deshalb Alexis Soyer angestellt, der zu einem der bekanntesten Köche des Viktorianischem Zeitalters wurde.
Wie das Nachbargebäude des Travellers' Club wurde das Haus von Sir Charles Barry entworfen und öffnete 1841. Der Club wurde zu dem politischen Sitz der Liberalen Partei. Heute ist der Club nicht mehr mit einer bestimmten politischen Partei verbunden und besitzt nur noch soziale Funktion.
In der Nacht vom 18. Februar 2006 blieb der Club nur knapp von einer Brandkatastrophe verschont. Allerdings wurde ein Teil des Daches vollkommen zerstört.

## Bekannte Mitglieder (Auswahl)
- Herbert Henry Asquith[5]
- Hilaire Belloc
- John Bright[6]
- Camilla, Duchess of Cornwall
- Henry Campbell-Bannerman[7]
- Winston Churchill
- Ralf Dahrendorf
- Arthur Conan Doyle
- E. M. Forster
- David Lloyd George
- Edward Grey[8]
- Henry James
- Henry James, 1. Baron James of Hereford[9]
- Daniel O’Connell
- Barry Edward O’Meara[10]
- Henry Temple, 3. Viscount Palmerston
- Stella Rimington
- William Makepeace Thackeray
- H. G. Wells
- Richard Grosvenor, 2. Marquess of Westminster
- Michèle Renouf

## Adaptionen
Der Reform Club erscheint in Anthony Trollopes Roman Phineas Finn.
In Jules Vernes Roman In 80 Tagen um die Welt ist der Protagonist Phileas Fogg ein Mitglied und beginnt und beendet seine Reise im Reform Club. Michael Palin begann seine von der BBC produzierte Reisedokumentation „In 80 Tagen um die Welt“ (Auf den Spuren von Phileas Fogg) ebenfalls im Reform Club, bei seiner Rückkehr 80 Tage später wurde dem TV-Team aber der erneute Zutritt in den Club untersagt.
Der Club wurde für die Filme James Bond 007 – Stirb an einem anderen Tag und Paddington als Drehort verwendet.